# Szkoła Harcerstwa Starszego „Perkoz”
Szkoła Harcerstwa Starszego „Perkoz” – w latach 80. i na początku lat 90. XX wieku szkoła pionu starszoharcerskiego Związku Harcerstwa Polskiego, zlokalizowana w ośrodku szkoleniowo-wypoczynkowym „Perkoz” na Uroczysku Waszeta, nad Jeziorem Plusznym (Małym i Wielkim) koło Olsztynka. Szkoła była kuźnią metodyki starszoharcerskiej i programu działalności drużyn, określanych jako ruch starszoharcerski. Przez SHS „Perkoz” przewijało się około 3000 harcerzy i instruktorów uczestniczących w różnych formach kształcenia.

## Historia
Działalność SHS „Perkoz” została zainaugurowana 9 września 1983 r. (c.d. do dopisania)
W latach 1990–1992 na zlecenie GK redagowano w SHS „Perkoz” miesięcznik „Na Tropie”.
SHS „Perkoz” wychowała wielu instruktorów, którzy uważali ją za impuls do ideowej działalności w ZHP. Jej działalność przyczyniła się do powstania m.in. Rad Harcerzy Starszych i działających dziś poza ZHP Akademii Przygody i Harcerskiego Ruchu Ochrony Środowiska. 

## Koncepcja działania
Założenia programowe SHS „Perkoz” opierały się przy jej powstaniu na następujących założeniach:
1. szkoła miała być kuźnicą starszoharcerską, czyli miejscem poszukiwania idei, programu, metod i rozwiązań organizacyjnych dla ruchu starszoharcerskiego,
2. miała być wszechnicą starszoharcerską, czyli miejscem wymiany poglądów, myśli i doświadczeń harcerzy starszych, drużyn i kadry,
3. miała być pracownią metodyczną, w której sprawdza się eksperymenty metodyczne, opracowuje nowe wzory i sposoby działania na polu metodyki,
4. miała być również szkołą, miejscem kształcenia kadry instruktorskiej i przekazywania umiejętności pracy starszoharcerskiej.

## Kadra

### Komendanci
- hm. Zbigniew Gajewski (1983-1985)
- hm. Wiesław Kostrzewa (1985-1987)
- hm. Wiesław Maślanka
- hm. Bogdan Kowalewski (likwidator SHS, skarbnik ZHP w latach 2001–2005)

### Kierownicy organizacyjni
- Tadeusz Pazorek (1983-1984)
- Zbigniew Olszewski (1984-1985)
- Tomasz Miętkiewicz (1985-1987)
- Artur Wrochna

### Instruktorzy
Instruktorzy – wykładowcy etatowi:
- hm. Małgorzata Arendt (1983-1987)
- hm. Jan Biłat (1983-1987)
- hm. Adam Karczmarczyk (1983-1986)
- phm. Grażyna Adamczyk (1983-1985)
- phm. Helena Jabłońska (1983-1987)
- phm. Elżbieta Filip (1983-1984)
- pwd. Mariusz Malinowski (1983-1985)
- phm. Artur Krysztofiak (1984-1986)
- phm. Waldemar Mieczkowski (1985-1987)
- hm. Romuald Hłobaż (1984-1985)
- phm. Agnieszka Mlącka (1985-1988)
- hm. Jolanta Milcuszek (1985-1987)
- phm. Danuta Palka
- hm. Robert Doliński
- Anna Friedrich[3]

Instruktorzy pracowni technicznych:
- pwd. Jerzy Janicki
- pwd. Jerzy Chilimoniuk

Instruktorzy – wykładowcy społeczni: (lista niepełna)
- hm. Elżbieta Karasiewicz (w tamtych latach pracownik GK ZHP)
- hm. Lech Pilawski
- Rafał A. Pisera
- hm. Jerzy Szczygielski (w tamtych latach pracownik GK ZHP)
- Krzysztof Tomaszewski
- hm. Stafan Wajda (w tamtych latach pracownik GK ZHP)
- hm. Ryszard Wojciechowski (w tamtych latach pracownik GK ZHP)
- hm. Danuta Zdanowicz
- hm. Bogumił Zych (w tamtych latach pracownik GK ZHP)
- hm. Zygmunt Grabowski (w tamtych latach pracownik GK ZHP)
- hm. Luba Chocianowicz
- hm. Krystyna Koniecek
- hm. Grzegorz Nowacki
- hm Janusz M. Kowalski

## Kalendarium
Imprezy i różne formy kształcenia organizowane przez szkołę (bez tych, które były organizowane przez inne jednostki na terenie SHS „Perkoz”):

### 1983
- 9 IX: inauguracja działalności SHS „Perkoz”

### 1984
- III: Zlot Drużyn Awangardowych

### 1986
- Seminarium Namiestników Chorągwianych Rad Harcerzy Starszych

### 1988
- 23-25 IX: jubileuszowy zlot absolwentów i przyjaciół szkoły (5-lecie)[2]
- 26-30 IX: warsztaty centralnych szkół instruktorskich
- 7-9 X: podsumowanie Operacji 2001 Frombork, spotkanie kadry i Harcerskiej Rady Fromborka
- 7-9 X: giełda programów komputerowych do wykorzystania w ZHP
- 14-16 X: Centrum Harcerskiego Ruchu Ochrony Środowiska
- 14-16 X: seminarium Kształt Życia
- 14-16 X: Klub Dyskusyjny SHS
- 17-30 X: kurs drużynowych dla osób zainteresowanych informatyką
- 17-30 X: kurs organizatorów pracy starszoharcerskiej – kierowników referatów starszoharcerskich
- 21-23 X: klub astronomiczny
- 21-30 X: warsztaty organizatorów klubów informatycznych
- 4-6 XI: I Ogólnopolski Przegląd Harcerskiej Twórczości w Technice Video
- 8-21 XI: kurs drużynowych dla osób zainteresowanych psychologią
- 8-21 XI: kurs organizatorów pracy starszoharcerskiej dla nauczycieli-instruktorów zdobywających stopień specjalizacji zawodowej
- 10-16 XI: warsztaty dla osób zainteresowanych psychologią
- 11-13 XI: Survival w harcerstwie? – spotkanie z propagatorami pomysłu
- 18-20 XI: seminarium redakcji „Na przełaj” i SHS „Perkoz”
- 23-29 XI: warsztaty kadry kształcącej ze szkół instruktorskich i komend harcerskich
- 23-30 XI: kurs drużynowych KCh Białystok
- 5-9 XII: seminarium kierowników wydziałów starszoharcerskich komend chorągwi
- 9-11 XII: klub matematyczny
- 16-18 XII: zbiórka Rady Harcerzy Starszych ZHP
- 29 XII - 2 I: seminarium Rady Programowej SHS „Perkoz”

### 1989
- 6-8 I: klub dyskusyjny SHS „Perkoz” (wpółorg. „Na przełaj”)
- 6-8 I: seminarium Kształt Życia
- 6-8 I: seminarium Centrum Harcerskiego Ruchu Ochrony Środowiska
- 13-15 I: konferencja harcmistrzowska Ekologia w programie ZHP
- 20-23 I: seminarium nt. nurkowania swobodnego
- 24-26 I: seminarium nt. harcerstwa starszego przed IX Zjazdem ZHP
- 30 I - 4 II: warsztaty na temat prowadzenia działalności gospodarczej w ZHP
- 30 I - 4 II: warsztaty dziennikarskie
- 30 I - 4 II: warsztaty technik plastycznych i fotografii
- 30 I - 4 II: warsztaty organizatorów imprez muzycznych
- 6-11 II: zimowisko Rady Harcerzy Starszych ZHP
- 6-11 II: warsztaty organizatorów harcerskich klubów filmowych
- 6-11 II: warsztaty organizatorów obozów naukowych
- 17-19 II: spotkanie kadry Operacji 2001 Frombork i Harcerskiej Rady Fromborka
- 17-19 II: seminarium Centrum Harcerskiego Ruchu Ochrony Środowiska
- 17-19 II: klub dyskusyjny
- 24-26 II: konferencja harcmistrzowska Jednostka a zbiorowość o programie, systemie wartości i metodyce ZHP
- 7-20 III: kurs drużynowych z uprawnieniami młodzieżowego organizatora turystyki
- 7-20 III: kurs organizatorów pracy – instruktorów-nauczycieli zdobywających stopień specjalizacji zawodowej
- 7-20 III: kurs organizatorów pracy – kierowników referatów
- 10-20 III: warsztaty dla osób prowadzących działalność turystyczną w ZHP
- 31 III - 2 IV: seminarium Kształt Życia
- 31 III - 2 IV: klub astronomiczny
- 31 III - 2 IV: klub matematyczny
- 15-28 IV: kurs drużynowych zainteresowanych sportami obronnymi
- 15-28 IV: kurs organizatorów pracy starszoharcerskiej
- 20-28 IV: warsztaty popularyzatorów sportów i technik obronnych
- 28 IV - 3 V: warsztaty kadry kształcącej
- 29 IV - 5 V: warsztaty komputerowe
- 29 IV - 12 V: kurs drużynowych Szkoła pod Żaglami
- 10-23 V: kurs drużynowych dla osób zainteresowanych wędkarstwem – z uprawnieniami instruktora wędkarstwa

(w uzupełnianiu)